# Resolutie 229 Veiligheidsraad Verenigde Naties
Resolutie 229 van de Veiligheidsraad van de Verenigde Naties werd aangenomen op 2 december 1966. Dat gebeurde op de 1329ste vergadering van de Raad.
In verband met de procedures rond het aanstellen van een Secretaris-Generaal was deze vergadering besloten en de stemming is dus onbekend.

## Achtergrond
Op 3 november 1966 liep U Thants eerste termijn als secretaris-generaal ten einde.

## Inhoud
De Veiligheidsraad was zich bewust van de bewezen kwaliteiten en hoog plichtsbesef van U Thant. Men geloofde dat zijn herbenoeming goed was voor de VN. De algemene vergadering kreeg het advies U Thant aan te stellen voor een tweede termijn als Secretaris-Generaal van de Verenigde Naties.

## Verwante resoluties
- Resolutie 168 Veiligheidsraad Verenigde Naties (1961)
- Resolutie 227 Veiligheidsraad Verenigde Naties
- Resolutie 306 Veiligheidsraad Verenigde Naties (1971)
- Resolutie 400 Veiligheidsraad Verenigde Naties (1976)

Lijst ·  220 ·  221 ·  222 ·  223 ·  224 ·  225 ·  226 ·  227 ·  228 ·  229 ·  230 ·  231 ·  232